# Rezzoaglio

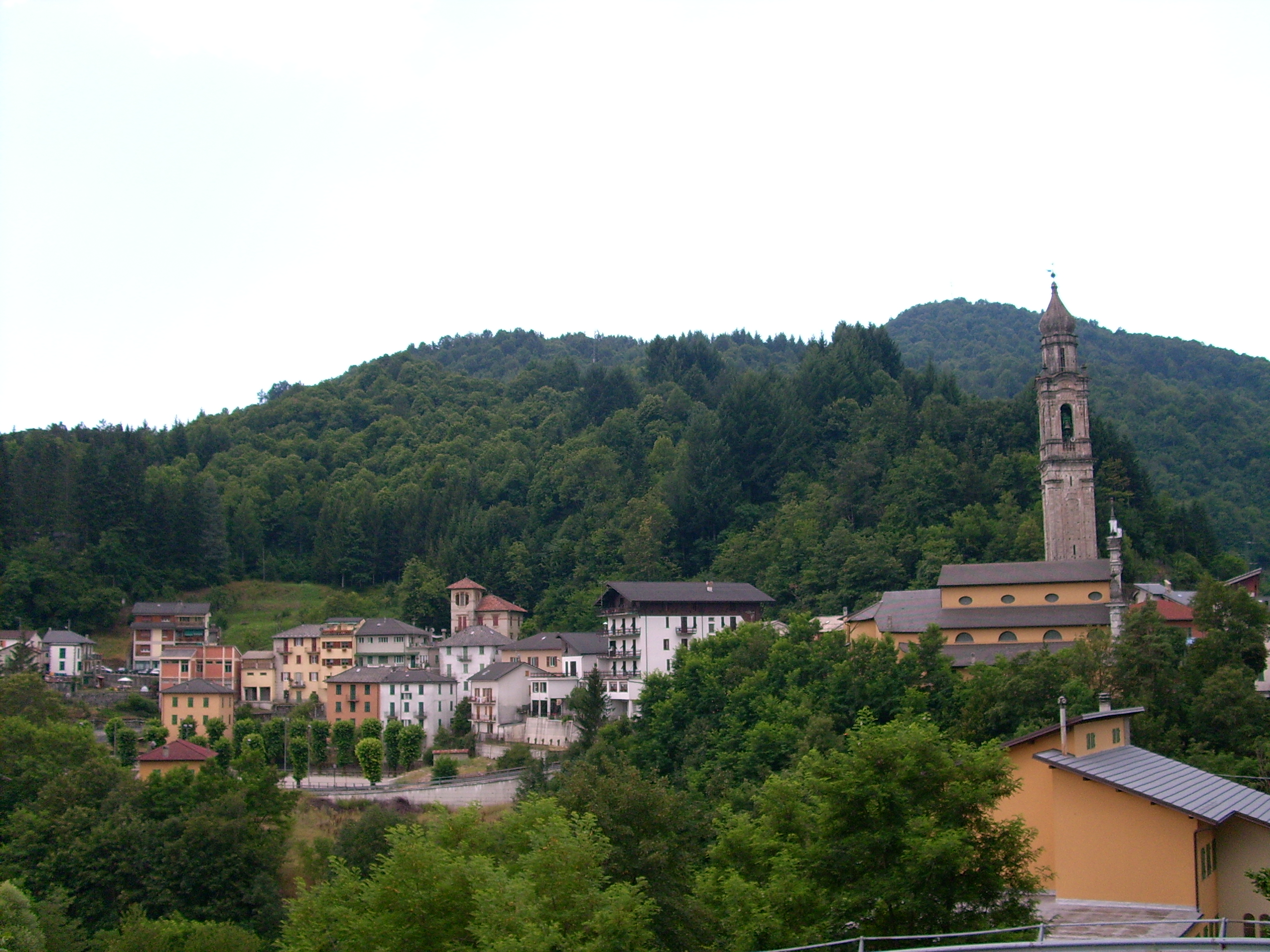
Panorama

Rezzoaglio (ligurisch Rezoaggi) ist eine italienische Gemeinde mit 860 Einwohnern (Stand 31. Dezember 2023) in der Metropolitanstadt Genua (Region Ligurien).
Rezzoaglio liegt etwa 40 km nordöstlich von Genua im Avetotal. Die Gemeinde ist Teil des Parco naturale regionale dell'Aveto.

## Fraktionen
Zu Rezzoaglio gehöre über dreißig Fraktionen (Ortsteil): Alpepiana, Brignole, Brugnoni, Cabanne, Ca' degli Alessandri, Calcinara, Calzagatta, Cardenosa, Cerisola, Codorso, Cognoli, Farfanosa, Garba, Ghierto, Gragnolosa, Groparolo, Isolarotonda, Isoletta, Magnasco, Mileto, Moglia, Molini, Noci, Parazzuolo, Pianazze, Pian di Fontana, Pian Domestico, Priosa, Roncopiano, Sbarbari, Scabbiamara, Segaglie, Ventarola, Vicomezzano, Vicosoprano, Villa Cella, Villa Cerro, Villa Noce, Villa Piano, Villa Rocca, Villa Salto.